# Милка Бабович
Милена (Милка) Бабович (на хърватски: Milka Babović хърватска лекоатлетка и спортна журналистка.

## Биография
Родена е в Скопие, черногорка по народност. Първите години от детството си прекарва в Сараево, след това живее в град Рума (Войводина) и Белград, където учи в училище. Завършва Педагогическия факултет на Загребския университет и остава да живее в Загреб.
Започва да спортува още в Рума. Става член на Спортен клуб „Младост“, Загреб и започва да се състезава в спринта. През 1953 г. печели първенството на Югославия в бягане на 100 м, бягане на 80 м с препятствия (7 пъти), щафета 4 х 100 м (7 пъти) и щафета на 4 × 200 м (2 пъти). Поставя няколко югославски рекорда в спринта, 2 пъти побеждава в международни студентски състезания на 80 м бягане с препятствия през 1953 и 1957 година. Заема 5-о място на Европейското първенство през 1954 година.
В анкети на вестник Sportske novosti, Загреб е определяна 3 пъти за най-добър спортист на Хърватия и 2 пъти за най-добър спортист на Югославия.
Работи като спортен журналист във вестник Narodni sport от 1949 г., а през 1957 г. започва работа в Загребската телевизия, където е първият спортен редактор. Остава на този пост, с изключение на 4-годишно прекъсване, до 1975 година. Няколко пъти е избирана за председател на секцията по спортна журналистика в Хърватската асоциация на журналистите. Била е член на Югославския олимпийски комитет (2 мандата) и на Изпълнителния съвет на Събранието в град Загреб (1 мандат).
Бабович е удостоена с награди от Асоциацията на журналистите през 1974 г., от град Загреб през 1977 г. Наградена е с югославския „Орден на братството и единството“ със сребърен венец през 1979 г.